# أحمد إدريس
أحمد إدريس (بالإنجليزية: Ahmed Idris)‏ هو سياسي نيجيري، ولد في 25 نوفمبر 1960 بكانو في نيجيريا.